# Batter Up (piosenka BabyMonster)
Batter Up – debiutancki singel południowokoreańskiej grupy BabyMonster. Został wydany 27 listopada 2023 roku przez YG Entertainment.

## Historia wydania
30 grudnia 2022 roku YG Entertainment zaprezentowało swoją nadchodzącą nową dziewczęcą grupę BabyMonster poprzez wydanie plakatu zwiastującego.  W 2023 roku siedem członkiń zostało przedstawionych w programie reality show Last Evaluation, w którym ogłoszono również, gdzie ogłoszono również, że grupa zadebiutuje we wrześniu tego samego roku. 10 listopada, po przypuszczalnym miesiącu debiutu, YG Entertainment potwierdziło datę debiutu - 27 listopada. Dziesięć dni później ogłoszono, że debiutanckim wydawnictwem BabyMonster będzie cyfrowy singel „Batter Up”. 24 listopada opublikowano zwiastun teledysku do tego utworu.

## Muzyka i tekst
„Batter Up” zostało napisane przez Jared Lee, Yang Hyun-suk, członkinię Asę, Choi Hyun-suka z Treasure, Lee Chan-hyuk z AKMU oraz zespoły kompozytorskie Where the Noise i BigTone. Kompozycją zajęli się Chaz Mishan, Yang Hyun-suk, Dee. P, Jared Lee i Asa. Opisuje się go jako utwór o „hip-hopowym i trapowym” brzmieniu charakterystycznym dla YG Entertainment.

## Notowania
| Lista                                   | Najwyższa pozycja | Źr.    |
| --------------------------------------- | ----------------- | ------ |
| Global 200 (Billboard)                  | 101               | [ 9 ]  |
| Hong Kong (Billboard)                   | 22                | [ 10 ] |
| Indonesia (Billboard)                   | 14                | [ 11 ] |
| Japan (Japan Hot 100)                   | 100               | [ 12 ] |
| Japan Heatseekers (Billboard Japan)     | 7                 | [ 13 ] |
| Malaysia (Billboard)                    | 9                 | [ 14 ] |
| Netherlands (Global Top 40)             | 14                | [ 15 ] |
| New Zealand (Recorded Music NZ)         | 14                | [ 16 ] |
| Singapore (RIAS)                        | 10                | [ 17 ] |
| South Korea (Circle)                    | 123               | [ 18 ] |
| Taiwan (Billboard)                      | 7                 | [ 19 ] |
| US World Digital Song Sales (Billboard) | 5                 | [ 20 ] |